# NEOPASA
NEOPASA（ネオパーサ）は、中日本高速道路（NEXCO中日本）が新東名高速道路のサービスエリア・パーキングエリアに展開する商業施設である。

カフェやドッグランを設置。アパレル・セレクト雑貨・バイク用品などの新業態店舗も出店している。

## 名称
NEOPASAという名称は、新東名高速道路とともに新しさを表現するための「NEO」とパーキングエリアの略称「PA」、サービスエリアの略称「SA」を組み合わせて作られた造語である。
ロゴデザインの煌（きら）びやかな星は流れるスピード感を感じさせ、NEOPASAをみんなの「目指す場所」「集う場所」「希望の場所」として未来に導く新東名をイメージしている。

## 店舗
岡崎以外は、御殿場JCT - 三ヶ日JCT間の開通に合わせ、2012年（平成24年）4月14日 15時にオープンした。
岡崎は、浜松いなさJCT - 豊田東JCT間の開通に合わせ、2016年（平成28年）2月13日 15時にグランドオープン。
- NEOPASA岡崎（岡崎SA〈愛知県岡崎市〉） : 上下線集約
- NEOPASA浜松（浜松SA〈静岡県浜松市浜名区〉） : 上下線
- NEOPASA静岡（静岡SA〈静岡県静岡市葵区〉） : 上下線
- NEOPASA清水（清水PA〈静岡県静岡市清水区〉）[* 2] : 上下線集約
- NEOPASA駿河湾沼津（駿河湾沼津SA〈静岡県沼津市〉） : 上下線

## NEOPASAギャラリー

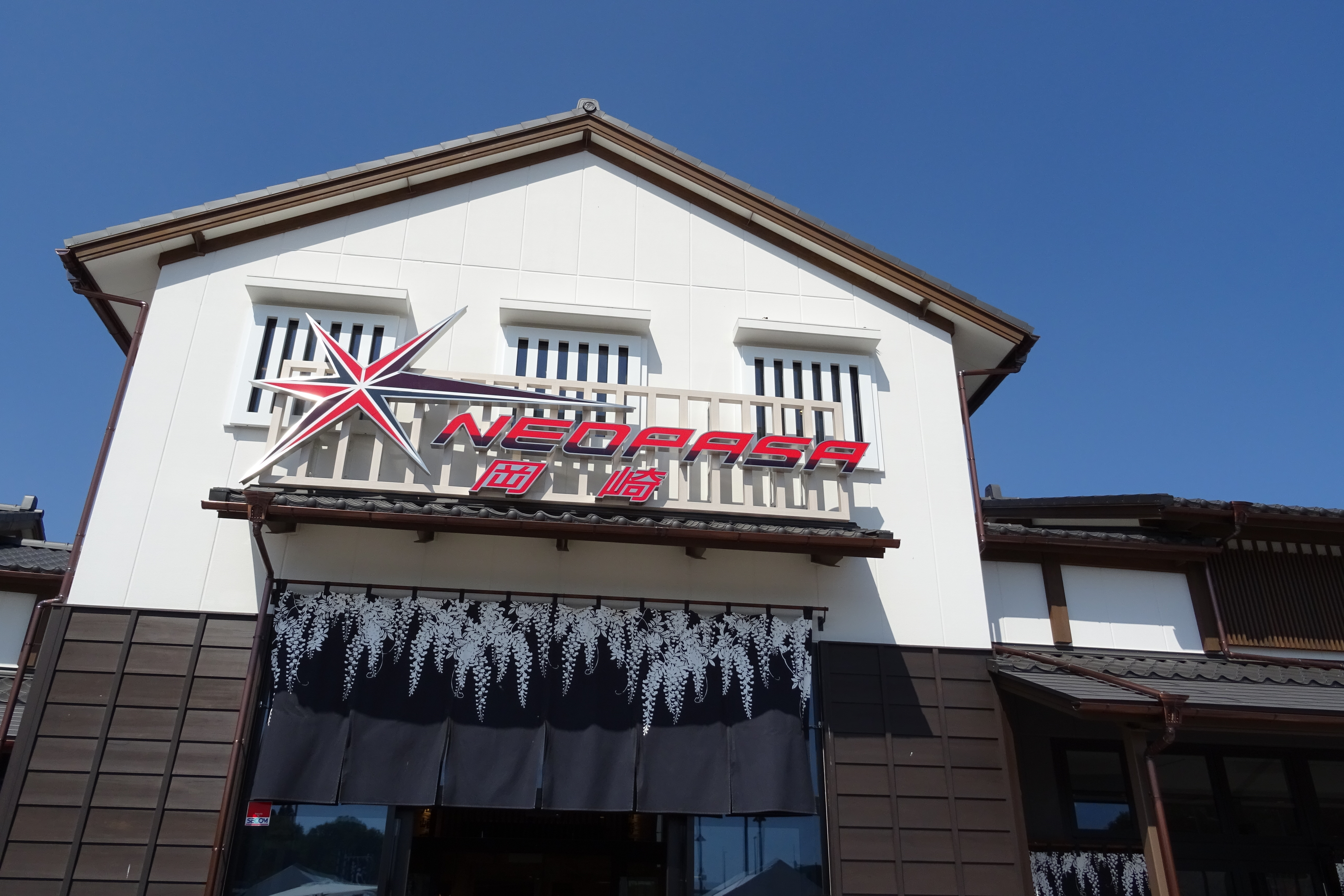
NEOPASA岡崎   (岡崎SA上り)
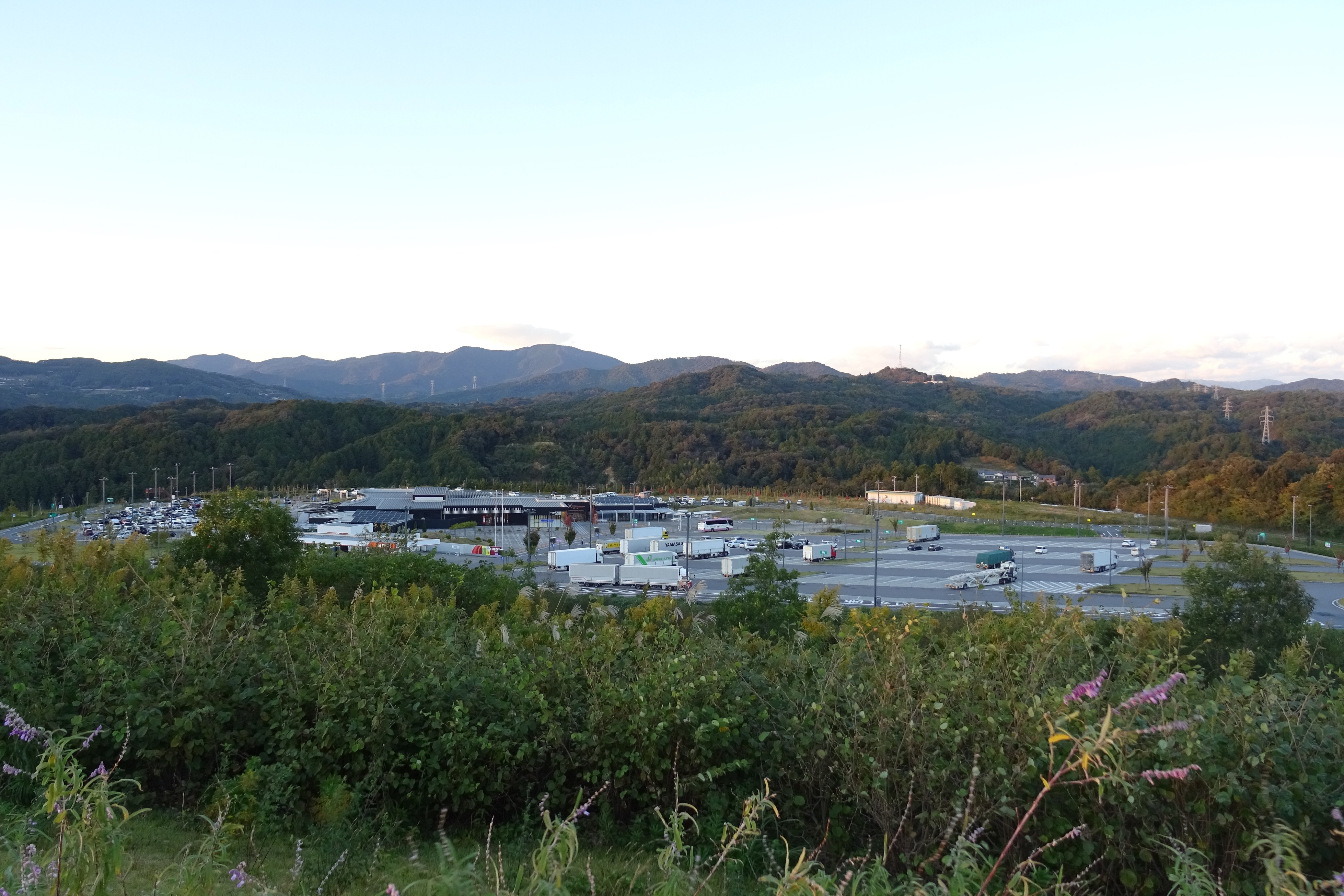
NEOPASA浜松（浜松SA上り）
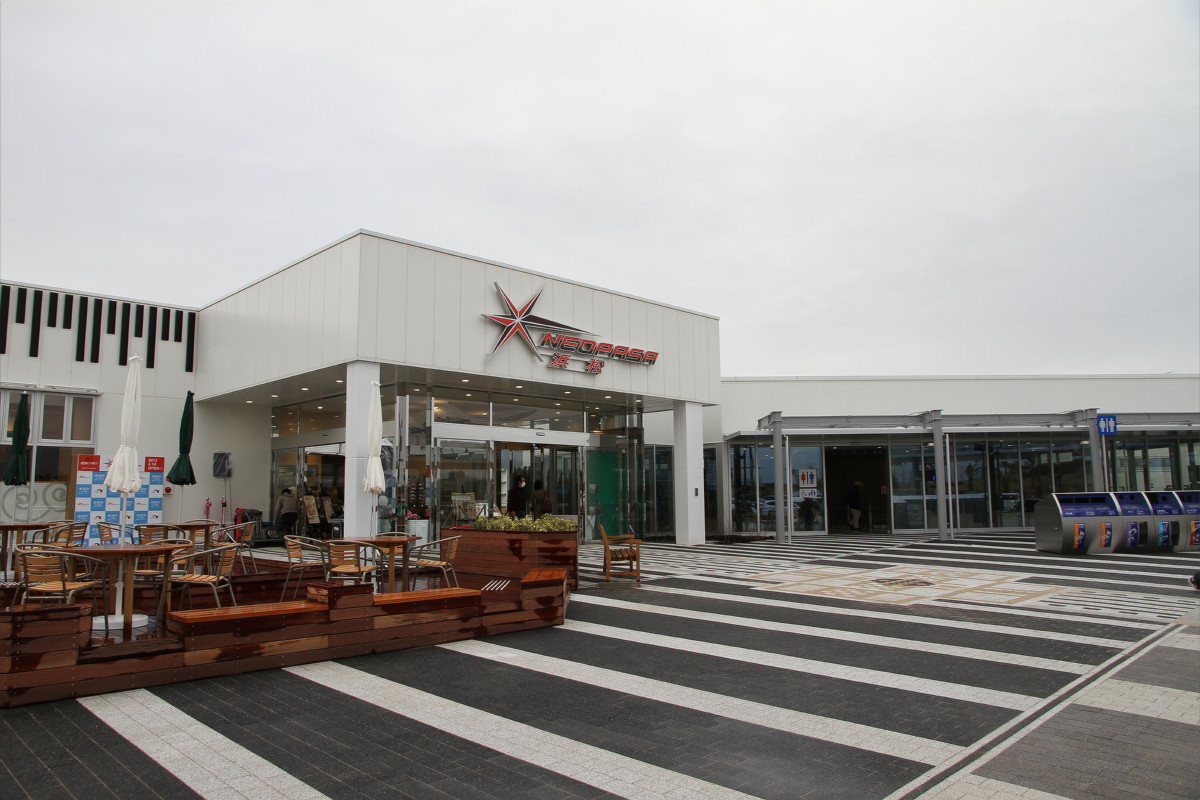
NEOPASA浜松（浜松SA下り）
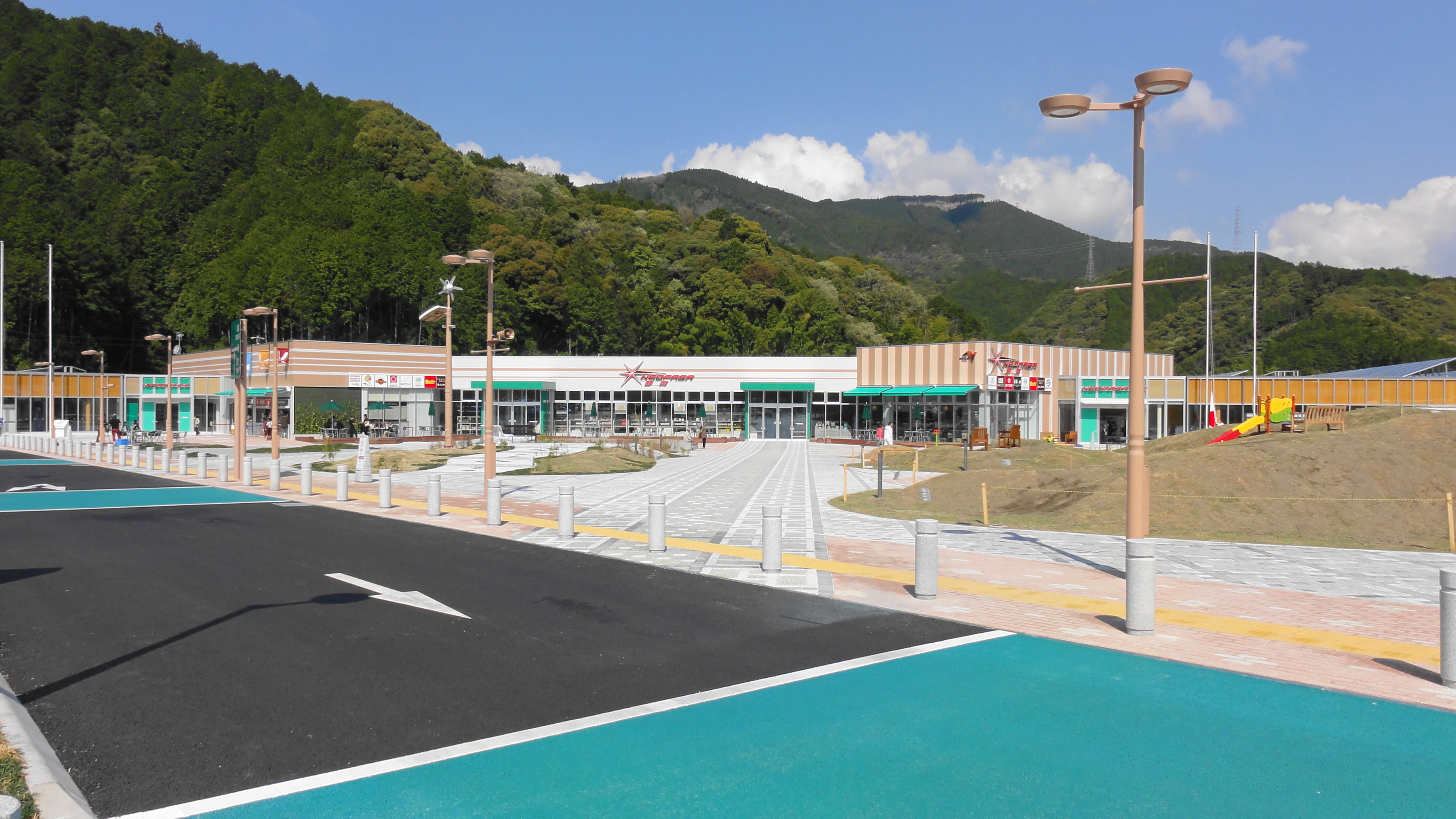
NEOPASA静岡（静岡SA上り）
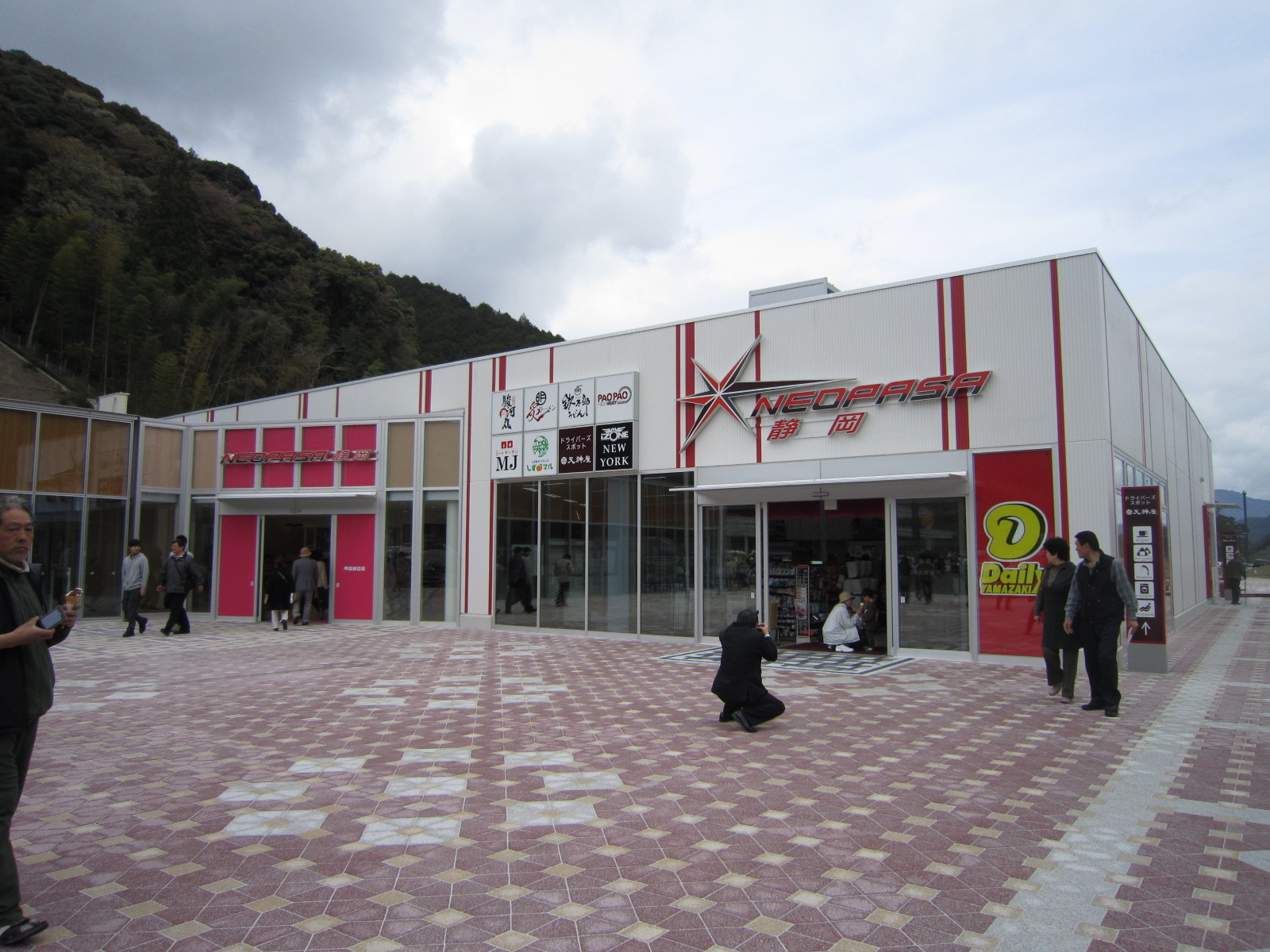
NEOPASA静岡（静岡SA下り）
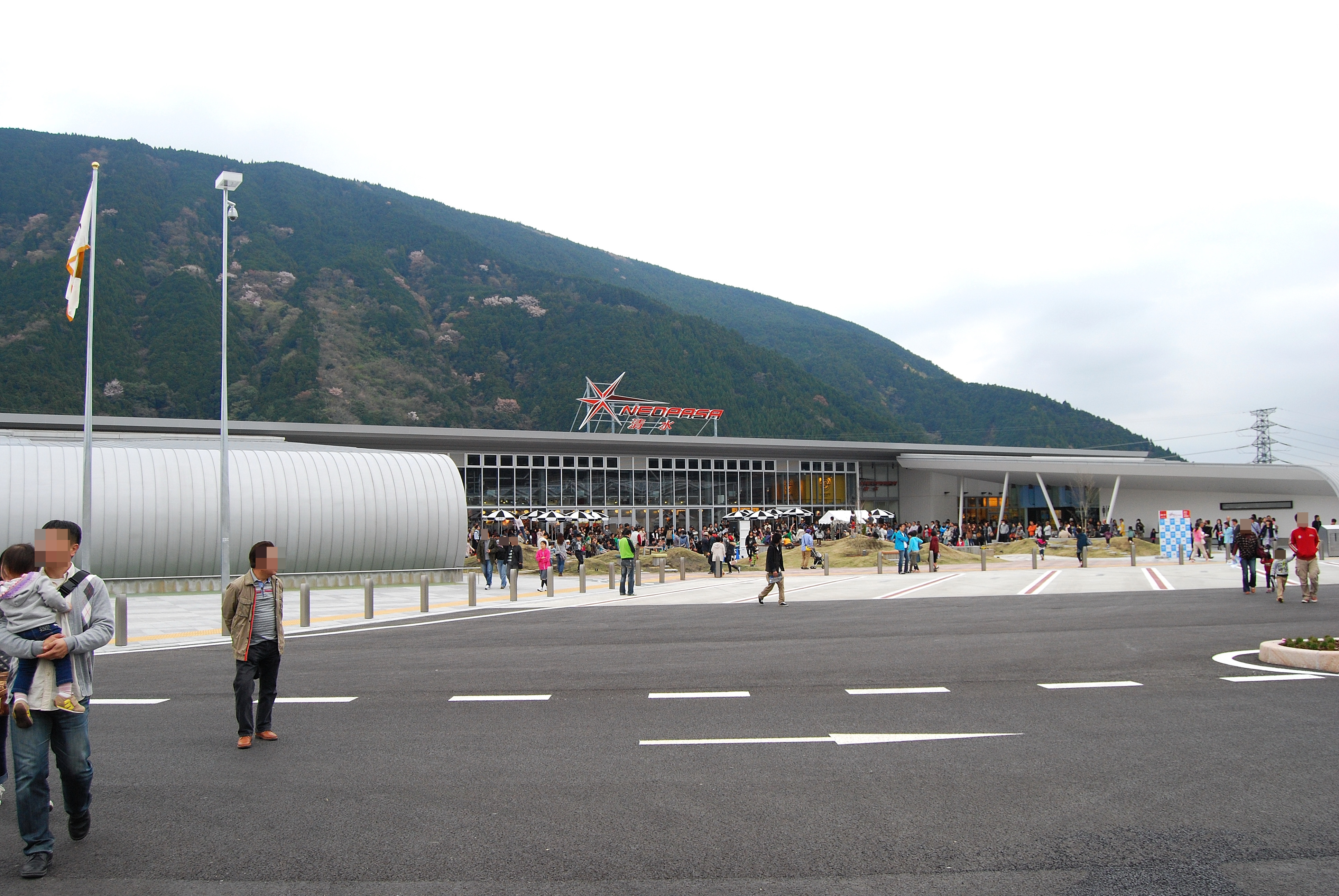
NEOPASA清水（清水PA）
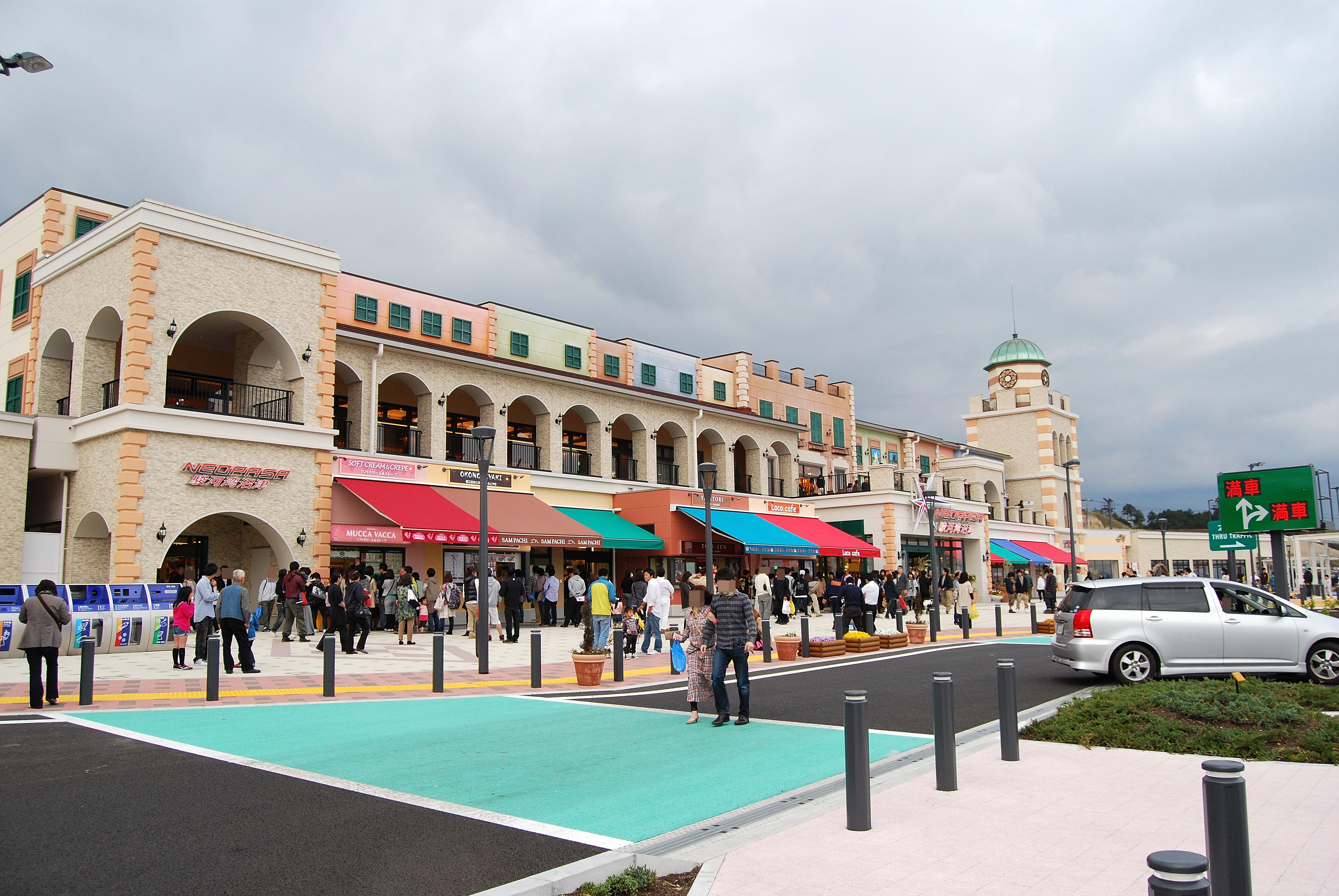
NEOPASA駿河湾沼津（駿河湾沼津SA上り）
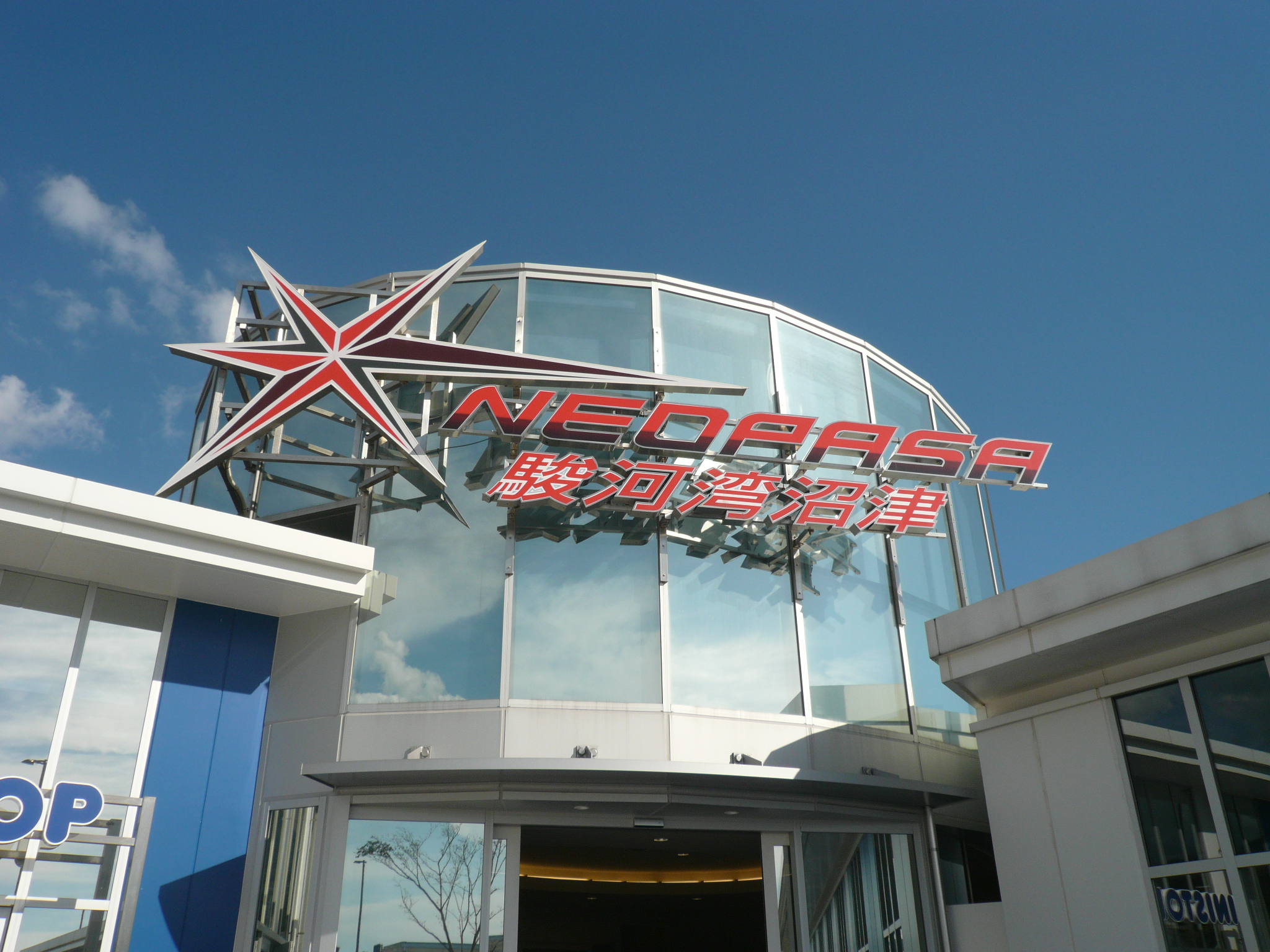
NEOPASA ロゴマーク（駿河湾沼津SA下り）